# Sabanilla (Colombia)
Sabanilla (Monte Carmelo) es un centro poblado del municipio de Puerto Colombia, departamento del Atlántico, Colombia; está conformado por los siguientes sectores: Corredor Universitario, Villa Campestre, Ciudad Mallorquín, Maizal y Lagos de Caujaral. Además, en este se encuentra los cementerios: Jardines del Recuerdo y Jardines de la Eternidad.
Tiene las playas de Punta Roca y Sabanilla. Cabe destacar que antes que se fundara Puerto Colombia, sus playas era la salida marítima de Barranquilla.

## Corredor Universitario
Bajo su zona de influencia se encuentra las principales universidades del Área metropolitana de Barranquilla como son: la Universidad del Atlántico, Universidad Libre de Colombia, Universidad del Norte, Fundación Universitaria San Martin, Universidad Antonio Nariño, entre otros.
Además de varios colegios de Barranquilla y la Clínica PortoAzul.

## Sitios de interés
- Lago del Cisne
- Playas de Sabanilla
- Playas de Punta Roca